# Pachycerina sigillata
Pachycerina sigillata är en tvåvingeart som först beskrevs av de Meijere 1910.  Pachycerina sigillata ingår i släktet Pachycerina och familjen lövflugor. Inga underarter finns listade i Catalogue of Life.